# Usorisjön
Usorisjön (japanska: 宇曽利湖?) eller Usoriyamasjön (japanska: 宇曽利山湖?) är en kratersjö vid berget Osorezan, i Aomori prefektur, Japan. Vattnet är starkt surt av vulkanisk aktivitet, (pH 3,4-3,8). De flesta av sjöns tillflöden har neutralt pH-värde medan några i sjöns norra delar kommer från varma källor innehållande svavelsyra och saltsyra. Sjön avvattnas genom floden Shozu till Stilla havet. Trots det sura vattnet finns ett ekosystem av olika acidofiler, såväl alger, fiskar, insekter, plankton och bakterier. Kol-14-dateringar visar att sjön har varit sur i tiotusentals år.